# 千葉宗胤
千葉 宗胤（ちば むねたね）は、鎌倉時代中期の武将。鎌倉幕府御家人。千葉氏第9代当主。第8代当主・千葉頼胤の長男。

## 概要
北条氏得宗家当主・鎌倉幕府第8代執権・北条時宗より偏諱を受けて宗胤と名乗る。
元寇による負傷がもとで没した父・頼胤に代って宗胤は異国警固番役として九州に赴き大隅国守護職を与えられた。永仁2年（1294年）1月16日、30歳で死去。
千葉介家の本領千葉荘は、宗胤の嫡男胤貞が遠方の地にあったこと、また、若年でもあったことから、宗胤の留守を預かっていた弟・胤宗が実質的に領有する処となる。
宗胤は、父・頼胤から千葉介家の本領千葉荘を継承した他、母を介して祖父千田泰胤の領した千田荘や八幡荘・臼井荘および肥前国小城郡を継承しており、宗胤の没後嫡男の千葉胤貞は千田荘を本拠として胤宗の子貞胤と千葉氏宗家の家督を賭けて争うが、貞胤が降伏した直後に自身が病没したため宗家復帰はならなかった。千葉氏宗家の家督は、胤宗の系統が継承することとなる。
その後胤貞の子孫は千田氏として千田荘を領し、肥前国小城郡にあった次男・胤泰の子孫は九州千葉氏（肥前千葉氏）として存続した。
娘は下総国猿島郡石井郷の石井忠成に嫁いだと伝わり、宗胤の玄孫忠国は肥前石井氏の祖となった。

## 画像集

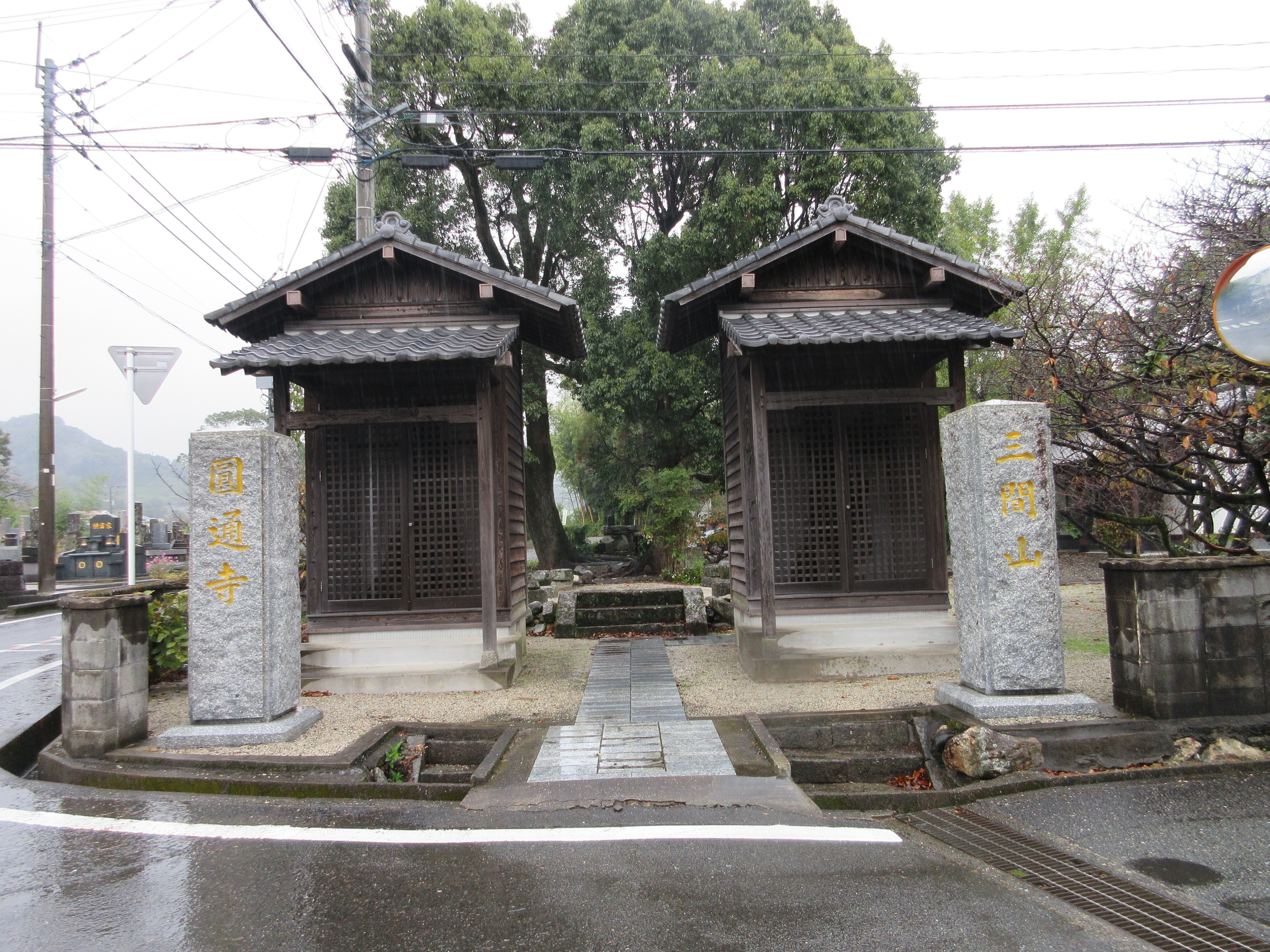
圓通寺山門（小城市）（佐賀県小城市小城町松尾3832）
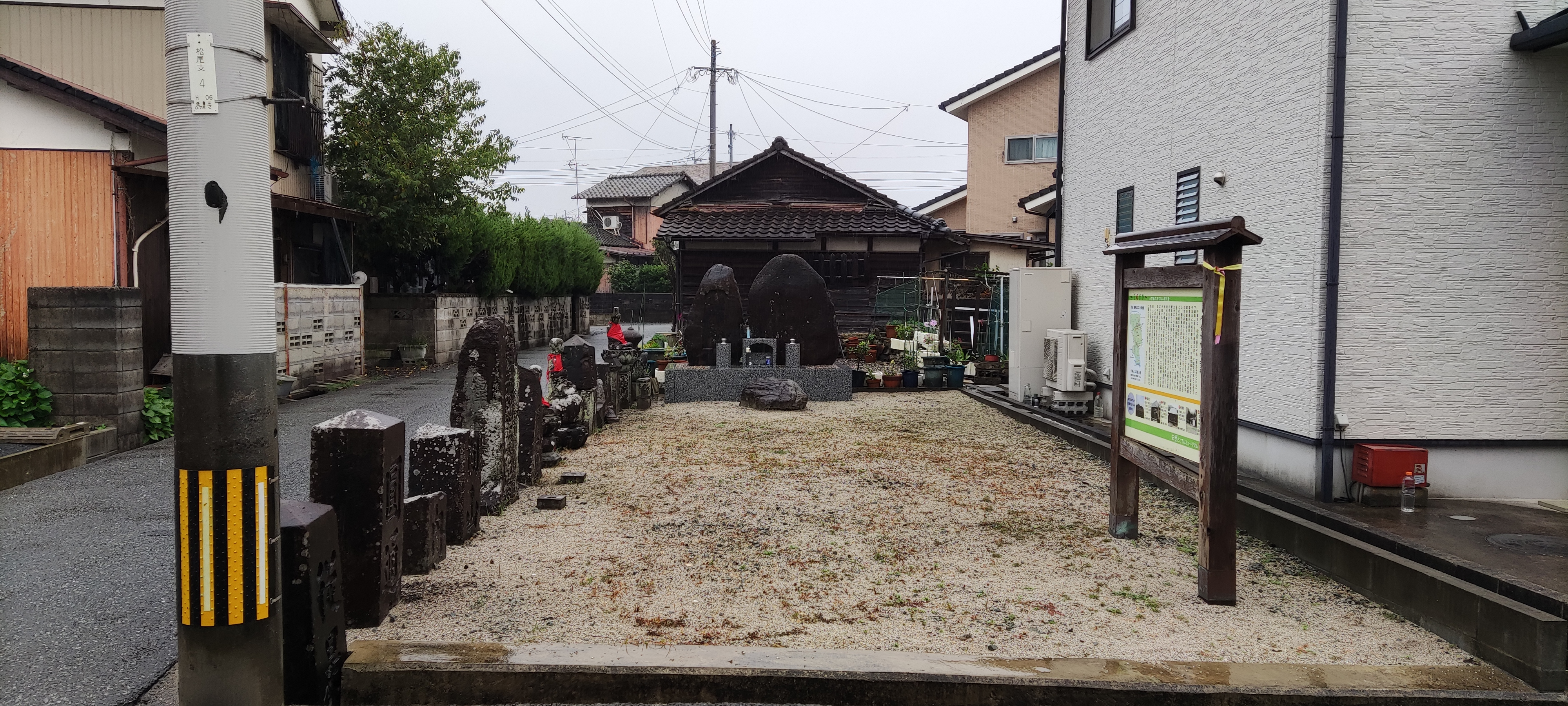
千葉宗胤夫妻墓（小城市）（円通寺門前、墓石は江戸時代住職建てる）
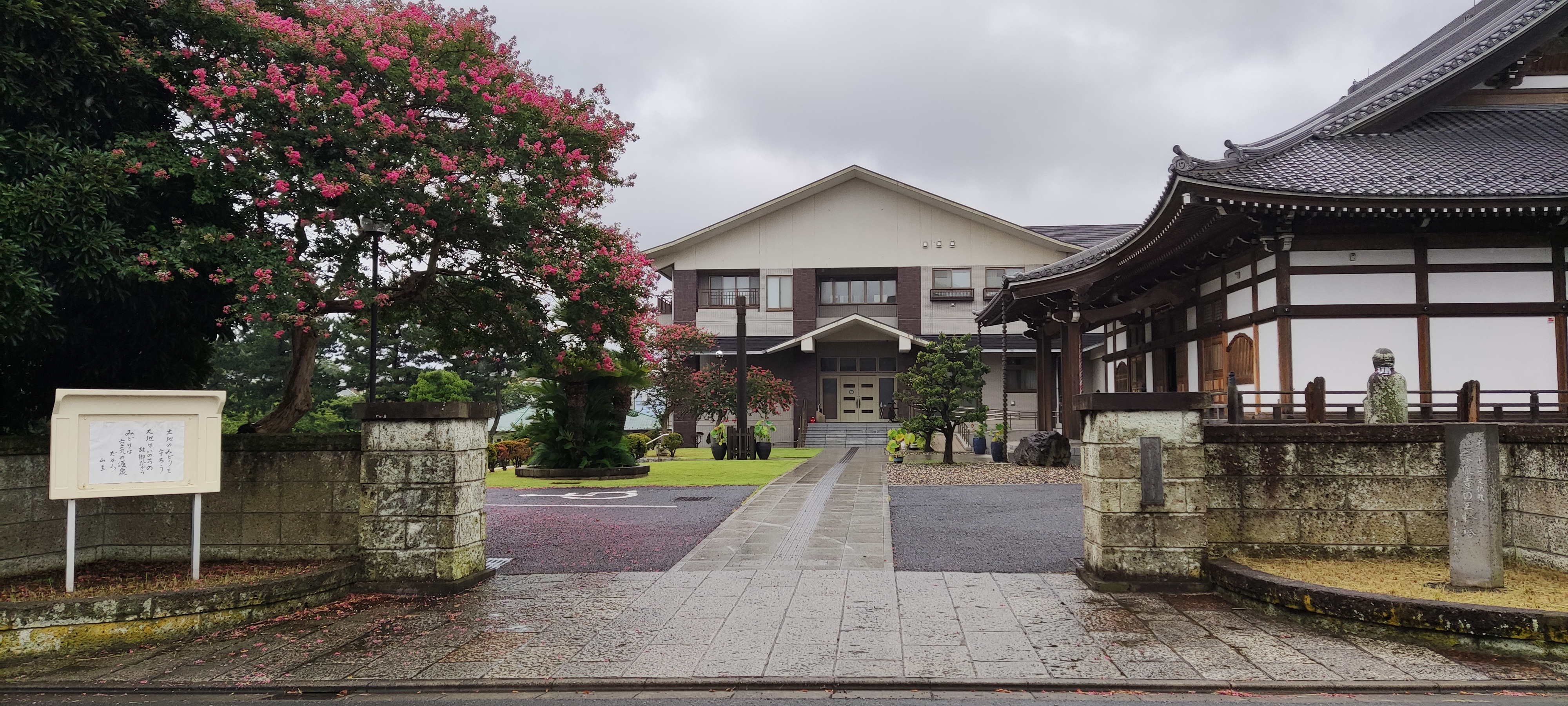
宗胤寺（千葉市）（千葉県千葉市中央区弁天4‐7‐23空襲により移転）
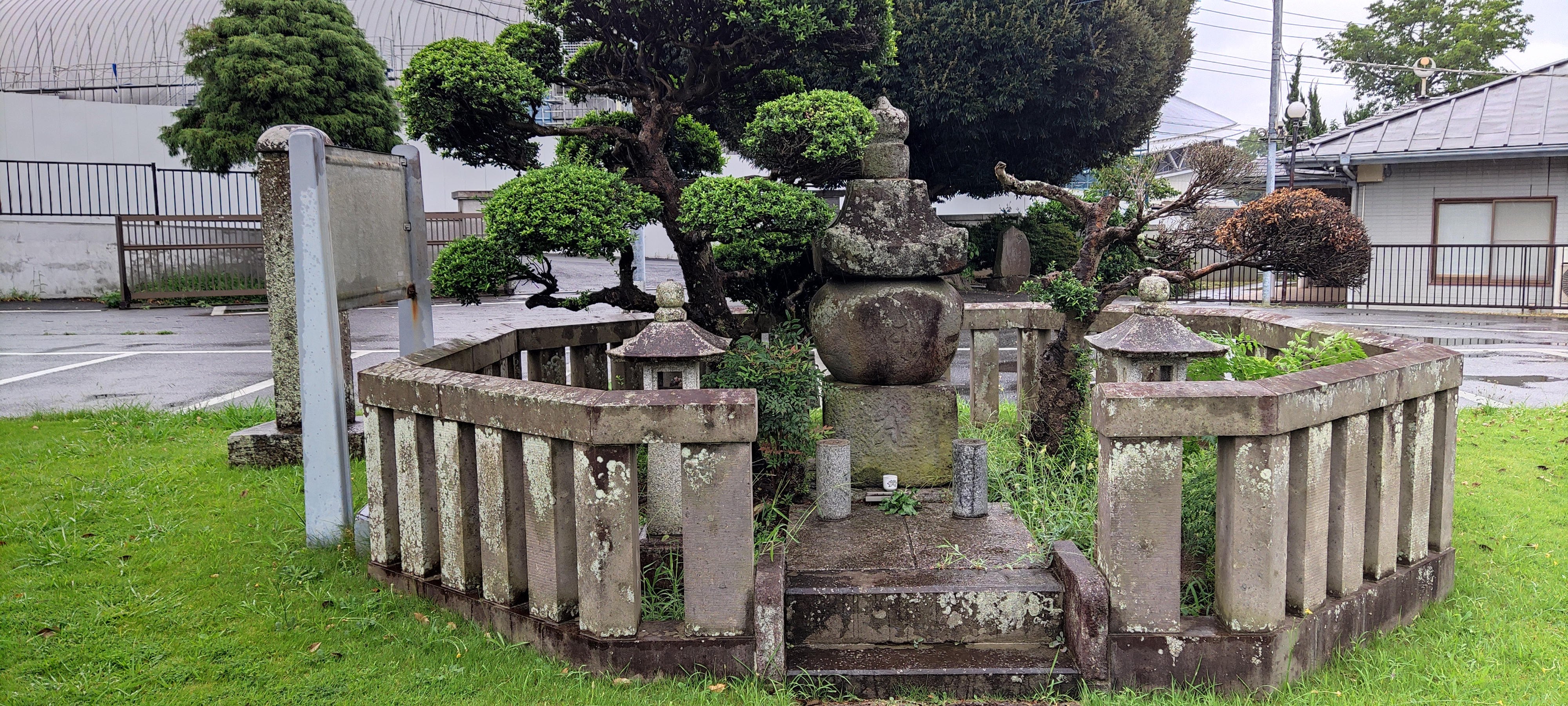
伝千葉宗胤五輪塔（千葉市）（宗胤寺墓所敷地外れ）